# Festuca hedbergii
Festuca hedbergii är en gräsart som beskrevs av Evgenii Borisovich Alexeev. Festuca hedbergii ingår i släktet svinglar, och familjen gräs. Inga underarter finns listade i Catalogue of Life.